# Esquirol de Kinabalu
L'esquirol de Kinabalu (Callosciurus baluensis) és una espècie de rosegador de la família dels esciúrids. Viu per sobre de 300 msnm als estats malaisis de Sabah i Sarawak. Els seus hàbitats naturals són els boscos primaris, els boscos secundaris i els camps de conreu. És una espècie en risc mínim, és a dir, no sembla que hi hagi cap amenaça significativa per a la seva supervivència.